# انور چنگیز اوغلو

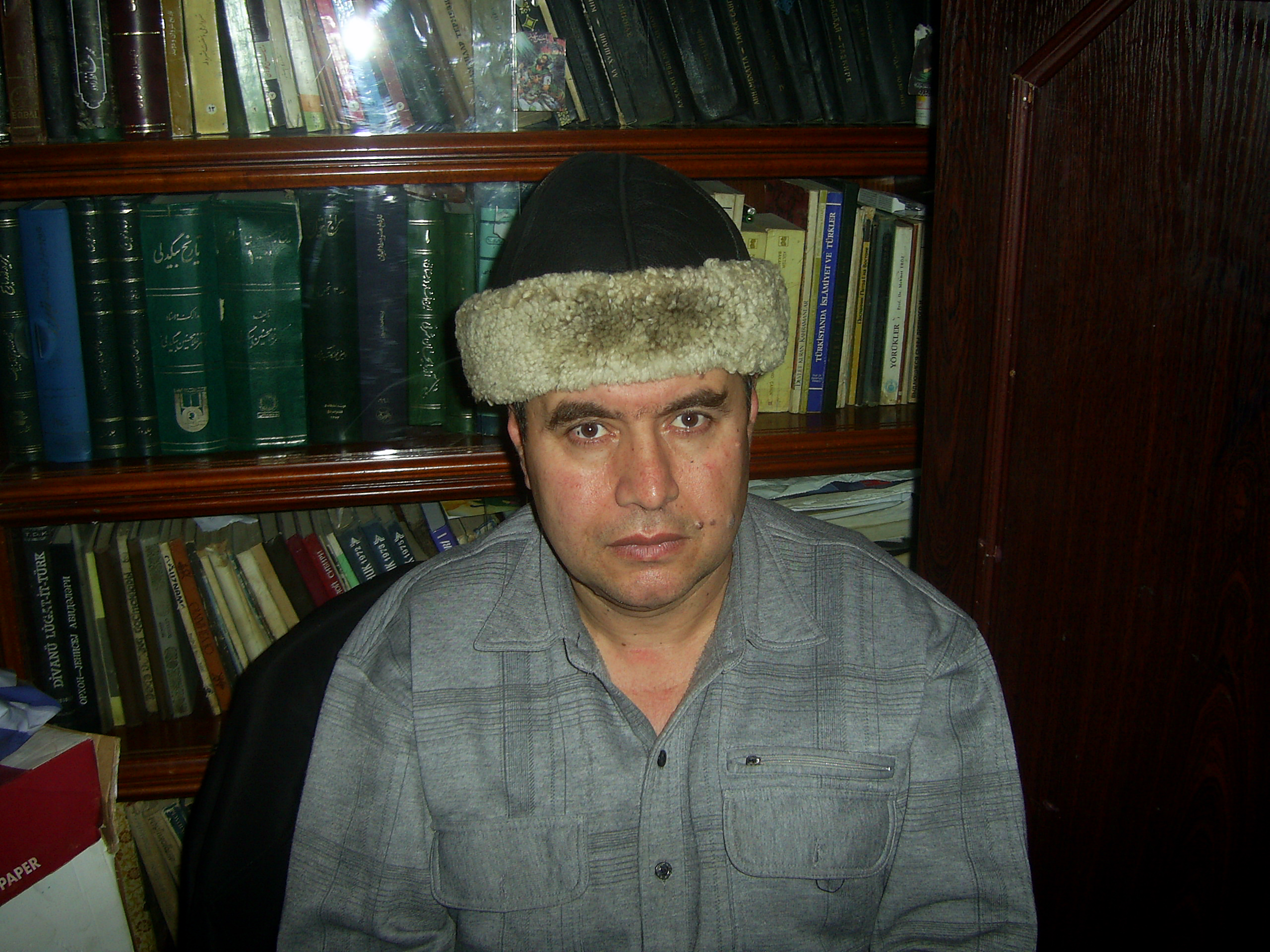

انور چنگیز اوغلو (به ترکی آذربایجانی: Ənvər Çingizoğlu)، روزنامه‌نگار و مورخ آذربایجانی است.

## زندگی‌نامه
او در ۱۰ مهٔ ۱۹۶۱ در شهرستان جبراییل جمهوری آذربایجان متولد شد. در ۱۹۸۵ وارد دانشکدهٔ روزنامه‌نگاری دانشگاه دولتی باکو شد. انور چنگیز اوغلو از سال ۱۹۹۴ تا مارس ۲۰۱۴ به عنوان سردبیر، سردبیر و رئیس شرکت سهامی تلویزیون آذربایجان کار کرده‌است. از مارس ۲۰۱۴، وی معاون سردبیر آذربایجان بوده‌است. او همچنین سردبیر «سوی» است.
انور چنگیز اوغلو تحقیقات خود را بر روی فولکلور، قوم نگاری و ژنتیک انجام می‌دهد. انور چنگیز اوغلو بیش از ۱۰۰ مقاله، کتاب، کتاب‌های درسی، مقالات علمی، عمومی، مقالات مختلف منتشر شده در نشریات در تاریخ آذربایجان، تاریخ دیپلماتیک و تاریخ ایران منتشر کرده‌است.